# عبدان (یمن)
 عَبَدان  دهستان کوچکی از توابع استان تَعِز در کشور یمن و در شبه جزیره عربستان واقع می‌باشد. در این منطقه چند روستا به همین نام وجود دارد.

## جمعیت
جمعیت آن ( 10123) نفر ( 23 خانوار) می‌باشد.

## وجه تسمیت
وجه تسمیت روستا به  عَبَدان  نسبتاً به عبدان بن مالک بن حجر بن ذی رعین، روستاهایی که به نام عَبَدان در منطقه وجود دارد عبارت‌اند از: 
- بلدة عَبَدان  درپایهٔ کوه (جبل صبر) درناحیه تعز. مهشور است به مزارع مرکبات و فواکه.
- عَبَدان  در وادی (دره) القفر دربطن (السحول) ودرآن حمام طبیعی و مزارع قهوه وجود دارد.
- وادی عَبَدان  دره‌ای است مشهور در جبال اکرم که یکی از مناطق گردشگری است وجلگنهای انبوهی از درختان کوهستانی مانند کُنار، کُور و سمر در آن دره وجود دارد.

## جمعیت
جمعیت این دهستان در حدود ۱۷۳ نفر می‌باشد. 

## منبع
- المقحفی، ابراهیم، احمد ، (مُعجَم المُدُن وَالقَبائِل الیَمَنِیَة) ، منشورات دار الحکمة، صنعاء، چاپ پنجم، وانتشار سال ۱۹۸۵ میلادی به (عربی).